# 阿爾內布冰川
72°25′S 170°2′E / 72.417°S 170.033°E
阿爾內布冰川（英語：Arneb Glacier）是南極洲的冰川，位於維多利亞地的博克格雷溫克海岸，長6公里、寬4公里，流經哈勒特半島和雷德卡斯特勒嶺，由新西蘭探險隊命名。